# Charles-Daniel de Meuron

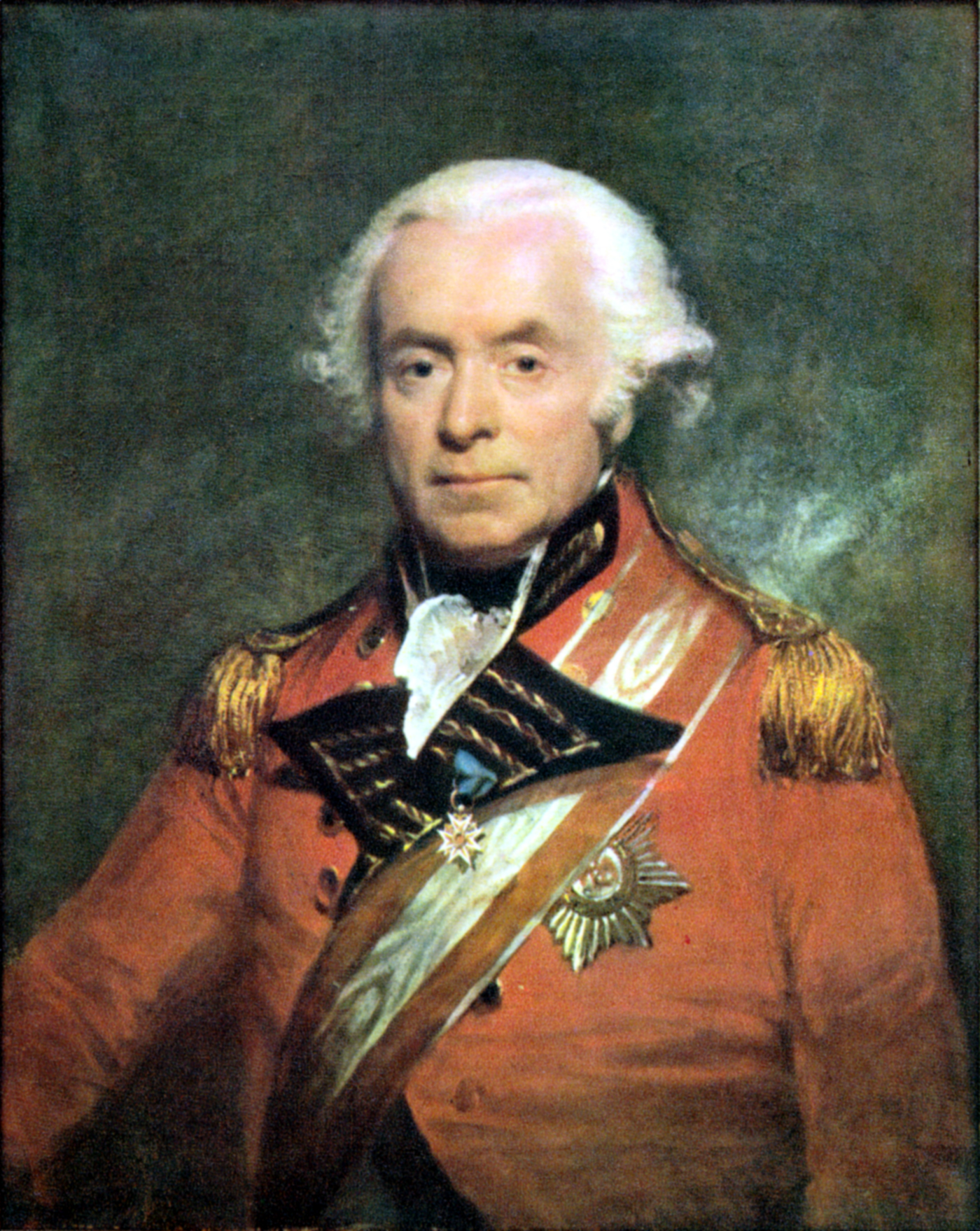
Porträt von Charles-Daniel de Meuron in der roten Uniform eines britischen Generalleutnants, etwa 1805

Charles-Daniel Meuron, seit 1763 Charles-Daniel de Meuron, auch Karl Daniel von Meuron (* 6. Mai 1738 in Saint-Sulpice; † 4. April 1806 in Neuenburg), war Schweizer Offizier in französischen Diensten und Militärunternehmer in niederländischen und britischen Diensten sowie britischer Generalleutnant.

## Leben

### Familie
Charles-Daniel de Meuron entstammte der Neuenburger Patrizierfamilie de Meuron und war der Sohn von Théodore Meuron (* 27. Februar 1707 in Saint Sulpice; † 2. Februar 1765 ebenda), Sämischgerber, Kaufmann und Hauptmann der Milizen des Val-de-Travers, und dessen Ehefrau Elisabeth (* 4. Januar 1705 in Saint Sulpice; † 22. März 1765 ebenda), die Tochter von Daniel Dubois de Dunilac († 1742). Er hatte noch vier Geschwister; sein jüngerer Bruder war der spätere Militärgouverneur von Ceylon Pierre-Frédéric de Meuron, dessen Sohn war der spätere Diplomat Charles-Gustave de Meuron.
Er heiratete am 3. Dezember 1762 in Rochefort im Departement Charente-Maritime die aus einer vermögenden französischen Familie stammende Anne-Marie (* 1745; † 22. November 1809 in Neuenburg), die Tochter von Jean Isaac Filhon de Morveaux (* 1719 in Touzac). Die kinderlose Ehe wurde 1802 geschieden.
1764 erwarb seine Ehefrau ein Schloss in Peseux, verkaufte dieses jedoch bereits wieder nach zehn Jahren.
Er verstarb nach einer Operation in seinem Haus La grande Rochette in Neuenburg in der Avenue de la Gare 24.

### Werdegang

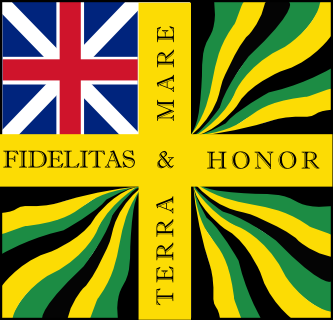
Geflammte Fahne des Regiments de Meuron

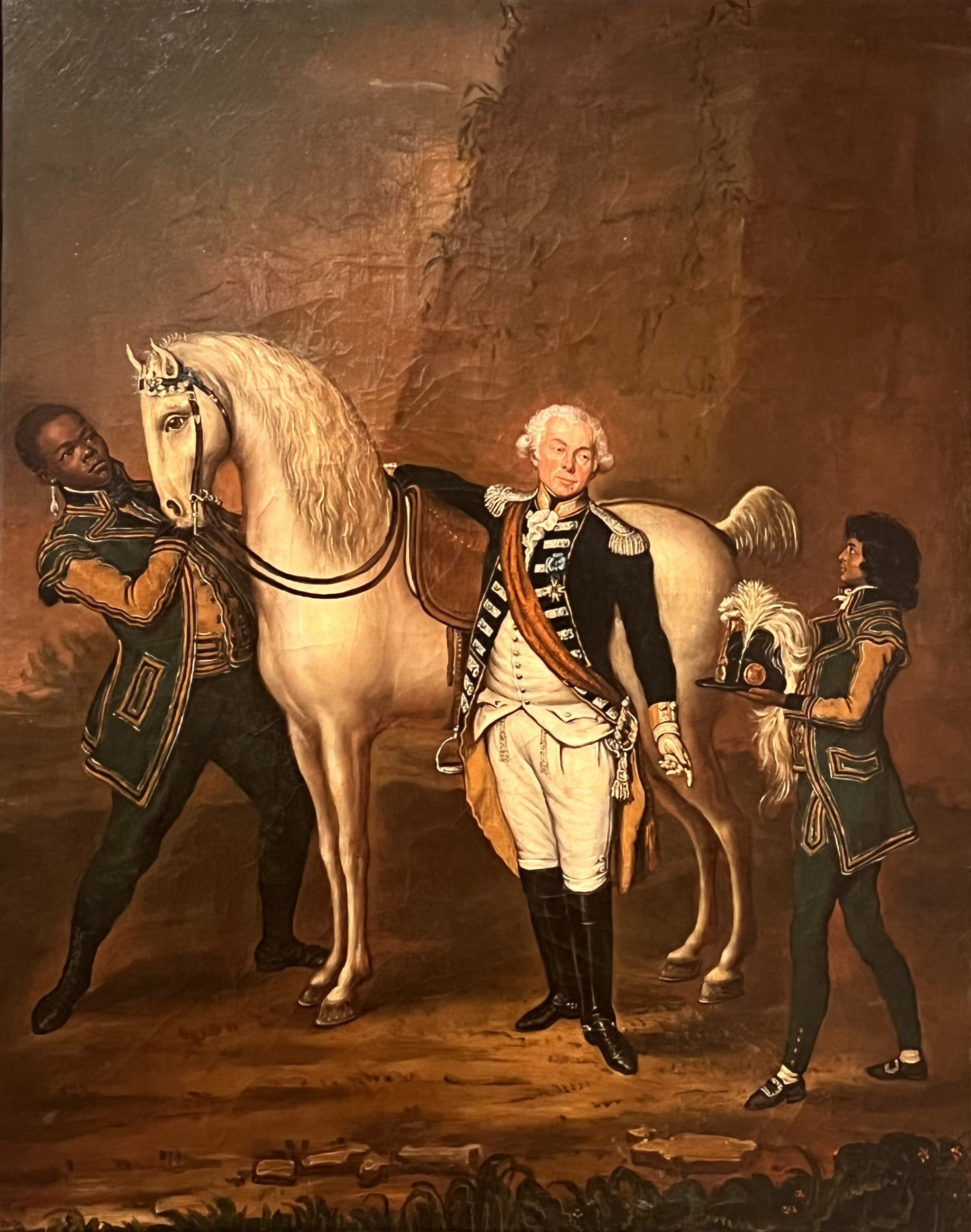
Charles-Daniel de Meuron und zwei seiner Sklaven, gemalt von Josef Reinhard

1751 begann Charles-Daniel de Meuron im Alter von dreizehn Jahren in La Brévine eine kaufmännische Ausbildung, die er im selben Jahr bei einem Kaufmann in Liestal und darauf in Strassburg fortsetzte. Er sammelte 1752 in Strassburg weitere Berufserfahrungen, trat dann jedoch 1755 in das Regiment von Franz Josef von Hallwyl (1719–1785) ein, das im Dienst der französischen Marine stand (siehe Schweizer Truppen in französischen Diensten für das Königshaus der Bourbonen 1589–1792#Beteiligte beim Ende der französisch-habsburgischen Machtkämpfe und Verlust von Kolonien 1733–1763).
Zunächst erfolgte seine Stationierung in Rochefort, bevor er 1758, inmitten der Wirren des Siebenjährigen Kriegs, nach Martinique entsandt wurde. Als Teil eines Detachements sollte er die französische Kolonie, auf welcher versklavte Menschen Zuckerrohr anbauten, vor britischen Angriffen schützen. Nachdem sein Schiff 1759 von der britischen Marine stark beschädigt worden war, kehrte die Besatzung samt Charles-Daniel de Meuron nach Europa zurück. Mit dem Ende des Siebenjährigen Kriegs 1763 wurde das Regiment von Hallwyl aufgelöst.
Nach der Auflösung des Regiments kehrte er nach Frankreich zurück und erhielt, aufgrund verschiedener Verwundungen vom König eine jährliche Pension von 800 Livres. Er betätigte sich als Kolonialwarenhändler, wandte sich dann jedoch bereits 1765 wieder dem Militär zu und trat als Unterleutnant der Schweizergarde des französischen Königs Ludwig XV. bei und stieg im Verlauf seines dreizehnjährigen Dienstes bis zum Dienstgrad eines Oberst auf; in dieser Zeit lernte er unter anderem Étienne-François de Choiseul kennen.
Er versuchte seine Kontakte am französischen Hof mitunter zugunsten kolonialer Projekte zu nutzen und schlug 1775 vergebens vor, ein Regiment aus siedlungswilligen Schweizern für die französische Kolonie Guyana auszuheben. Unter Vermittlung des französischen Hofs durch Étienne-François de Choiseul durfte er aber schliesslich als Militärunternehmer 1781 ein Söldnerregiment für die Niederländische Vereinigte Ostindien-Kompanie (VOC) rekrutieren (siehe Regiment de Meuron und Schweizer Truppen in niederländischen Diensten#ned27), das er als Oberst führte; zu seinen Soldaten gehörte unter anderem der Architekt Louis Michel Thibault. Das Regiment bestand aus zehn Kompanien und insgesamt elfhundert Mann. Ausgerüstet und bewaffnet sammelte sich das Regiment auf der Insel Île d’Oléron, wo es vor seiner Abreise nach Kapstadt vereidigt wurde.
Ab 1783 war er zusammen mit seinem Regiment am südafrikanischen Kap der Guten Hoffnung stationiert; von seiner Zeit dort ist wenig bekannt, belegt ist jedoch, dass er zwölf versklavte Menschen zu seinem persönlichen Besitz zählte. 1784 wurde sein Regiment nach Ceylon verlegt und im folgenden Jahr beteiligte es sich an den französischen Abwehrkämpfen um das englische Fort St. David an der indischen Koromandelküste. Nach der Rückkehr von Ceylon folgte ein längerer Aufenthalt in Südafrika. Aufgrund seiner angeschlagenen Gesundheit hatte Charles-Daniel de Meuron das Kommando des Regiments bereits 1786 seinem Bruder Pierre-Frédéric überlassen, der dieses bei seiner Ankunft am Kap der Guten Hoffnung 1787 übernahm; Charles-Daniel de Meuron blieb jedoch der Besitzer des Regiments und kümmerte sich in der Folge weitgehend um Rekrutierungsangelegenheiten.
Von 1781 bis 1787 diente unter anderem Hauptmann Simon de Sandol-Roy (1754–1831), der 1789 zum Gouverneur der Molukken ernannt wurde; im selben Zeitraum diente auch der spätere Feldmarschall Ludwig Yorck von Wartenburg in seinem Regiment.
1786 kehrte er nach Europa zurück, um mit der VOC über zusätzlich angefallene Kosten für das Regiment zu verhandeln und von 1787 bis 1795 hielt er sich abwechselnd in den Niederlanden, Preussen, Frankreich und der Schweiz auf und widmete sich geschäftlichen wie wissenschaftlichen Aktivitäten, wobei ihn seine Freundin Victoire de Verry, Witwe des Grafen Duhamel de Précourt, finanziell unterstützte, der er später seine Leibrente überschrieb. 1795 reiste er erneut zu seinen Truppen, die mittlerweile auf Ceylon stationiert waren.
Weil Charles-Daniel de Meuron der Meinung war, die VOC habe ihre vertraglichen Pflichten nicht eingehalten, schloss er, durch Vermittlung des Schotten Hugh Cleghorn (1751–1836), den er 1788 in Neuenburg kennengelernt hatte, einen neuen Vertrag mit England ab und überführte 1795 sein Regiment in britische Dienste nach Indien (siehe Schweizer Truppen in englischen und britischen Diensten#eng8) und übernahm im Rang eines Generalmajors erneut dessen Führung; hierzu reiste er gemeinsam mit Hugh Cleghorn von Neuenburg über Venedig, Kairo und das Rote Meer nach Indien. Dort diente das Regiment zunächst als Hilfstruppe der Britischen Ostindien-Kompanie (BEIC) und später als vollwertige Einheit der britischen Armee. Bis zu seiner Auflösung 1816 diente das Regiment unter anderem im Vierten Mysore-Krieg (1799), wo es am Sturm der Stadt Seringapatam (siehe Belagerung von Seringapatam (1799)) beteiligt war, sowie in Kriegen auf der iberischen Halbinsel und in Britisch-Nordamerika.

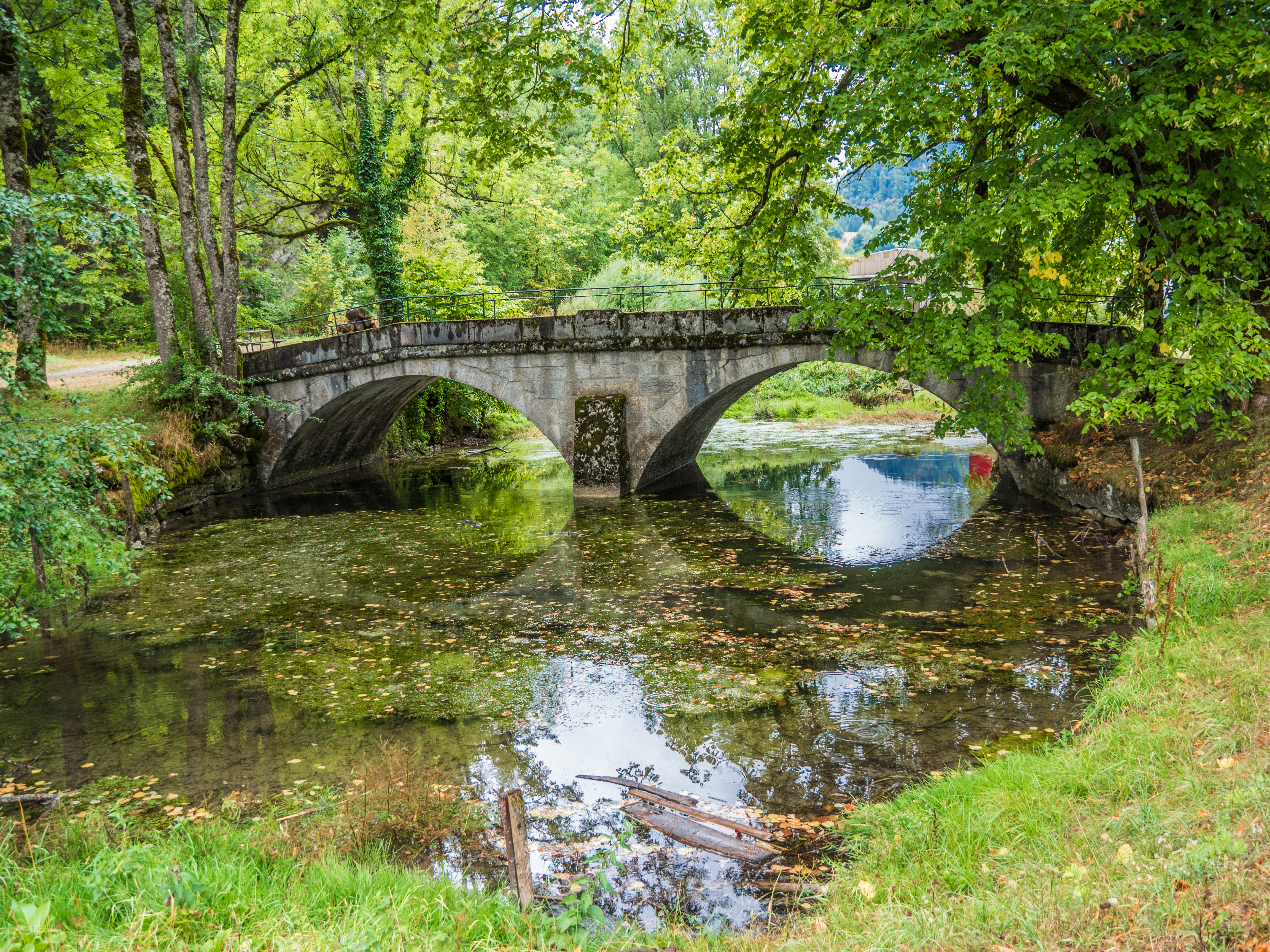
Ehemalige Brücke über die Areuse, gestiftet von Charles-Daniel de Meuron

Nachdem Charles Daniel de Meuron das Regiment der britischen Armee übergeben hatte, nahm er später seinen Abschied und kehrte 1797 über London und Berlin nach Neuenburg zurück und liess sich dort 1800 endgültig nieder; 1802 wurde er zum britischen Generalleutnant befördert (mit dessen Gehalt). Nach seiner Rückkehr 1797 liess er unter anderem in der Nähe von Saint-Sulpice eine Steinbrücke über die Areuse sowie, zum Schutz der Einwohner vor Überschwemmungen, eine Mauer entlang des Flusses bauen.
In Paris betrieb er ein Geschäft, um Kolonialwaren vom Kap der Guten Hoffnung zu importieren, und in Saint-Sulpice richtete er ein umfangreiches Kuriositätenkabinett ein, das später die Grundlage für die naturhistorische, völkerkundliche und historische Sammlung (siehe Musée d’ethnographie de Neuchâtel) wurde, die er der Stadt Neuenburg bereits 1795 vermacht hatte. Ein Grossteil der Sammlungsstücke hatte er bereits während seiner Zeit am Fuss des Tafelbergs erworben und in die Schweiz gesandt; er vervollständigte die Sammlungen auf seinen weiteren Reisen. Neben ethnografischen und naturhistorischen Objekten liess er auch zwei versklavte Männer, Pedro und Vendredi genannt, von Kapstadt nach Europa verschiffen. Sie kamen 1788 in Vlissingen an und reisten anschliessend weiter nach Saint-Sulpice, wo sie im Winter 1792–1793 einer Atemwegsinfektion erlagen.

## Ehrungen und Auszeichnungen
1773 wurde Charles-Daniel de Meuron das französische Militärverdienstkreuz (Croix du mérite militaire) verliehen.
Der preussische König Friedrich II. erhob 1763 den Zweig der Familie von Charles-Daniel de Meuron in den Adelsstand, worauf sich Charles-Daniel als Comte betitelte. Der König ernannte ihn zudem 1789 zum Kammerherrn und 1800 zum Ritter des preussischen Roten Adlerordens.
Zu seinen Ehren wurde das Heidekraut Erica meuronii nach ihm benannt.

## Mitgliedschaften
Charles-Daniel de Meuron gehörte seit seiner Zeit in Rochefort den Freimaurern an.